# Drauzio Varella
Antônio Drauzio Varella (São Paulo, 3 de maio de 1943) é um médico, oncologista, cientista e escritor brasileiro. Formado pela Universidade de São Paulo (USP), na qual foi aprovado em 2° lugar, é conhecido por popularizar a informação médica no Brasil, através de aparições em programas de rádio, TV e pela Internet, com um site e canal no YouTube. Foi também um dos fundadores da Universidade Paulista e da Rede Objetivo, onde lecionou física e química durante muitos anos. Varella também é um crítico da medicina alternativa.

## Carreira médica
Drauzio estudou medicina na Faculdade de Medicina da Universidade de São Paulo. No início da década de 1970, já como médico, ele começou a trabalhar com o professor Vicente Amato Neto na área de moléstias infecciosas do Hospital do Servidor Público de São Paulo. Durante 20 anos, dirigiu também o serviço de imunologia do Hospital do Câncer (São Paulo) e, de 1990 a 1992, o serviço de câncer do Hospital do Ipiranga. Foi professor em várias faculdades do Brasil e em instituições em outros países, como o Memorial Hospital de Nova Iorque, a Cleveland Clinic (também nos Estados Unidos), o Instituto Karolinska de Estocolmo, a Universidade de Hiroshima e o National Cancer Institute, em Tóquio.
Além do câncer, Drauzio Varella também foi um dos pioneiros no Brasil no estudo da AIDS principalmente do sarcoma de Kaposi. Em 1989, iniciou um trabalho no presídio do Carandiru investigando a prevalência do vírus HIV nos detentos. Até 2002, ano em que o presídio foi desativado, trabalhou como médico voluntário no local. Varella chegou a idealizar uma revista em quadrinhos, O Vira-Lata, como parte do plano de prevenção da AIDS na cadeia.
Atualmente, apoiado pela Universidade Paulista e pela Fundação de Amparo à Pesquisa do Estado de São Paulo (FAPESP), dirige no Rio Negro um projeto de bioprospecção de plantas brasileiras, buscando obter extratos para testar experimentalmente no combate ao câncer e a bactérias resistentes a antibióticos.

## Carreira como comunicador
Em 1986, sob orientação do radialista Fernando Vieira de Mello,[carece de fontes?] iniciou campanhas nas rádios com o intuito de esclarecer a população sobre a AIDS e métodos de prevenção. Com esse projeto, Varella trabalhou na Jovem Pan 2 FM e depois na 89 FM de São Paulo. Também apresentou por alguns anos, diariamente na Rádio Bandeirantes de São Paulo o "Espaço Saúde", em que descreve doenças, seus sintomas e, principalmente, formas de prevenção.[carece de fontes?]
Na televisão, seu trabalho mais conhecido é o na TV Globo, onde apresenta diversos quadros na área de saúde no programa Fantástico, falando sobre o corpo humano, o tabagismo, primeiros socorros, gravidez, obesidade e transplante de órgãos. Além da Rede Globo, ele trabalha ainda em outras emissoras, como o Canal Universitário e a TV Senado, nos quais entrevista especialistas e discute assuntos de saúde em diversas áreas. Na internet, Drauzio faz grande sucesso com seu canal no YouTube, abordando temas atuais tanto na área da saúde como no aspecto social.
Em agosto de 2021, foi lançado no Brasil o documentário Encarcerados que é um complemento as audiovisuais do Dr. Drauzio Varella.

## Carreira como escritor
Além das campanhas de prevenção, Drauzio Varella também é um escritor de ficção e não ficção.
- Lançado em 1999, o livro Estação Carandiru, que conta sobre seu trabalho com os presidiários do Carandiru, virou best-seller e recebeu o Prêmio Jabuti na categoria "não-ficção" na edição do ano 2000.[13] Em 2003, a obra ganhou as telas do cinema num filme do diretor Hector Babenco, com Rodrigo Santoro como protagonista.
- Nas ruas do Brás foi premiado na Feira Internacional do Livro de Bolonha, na Itália e também na Bienal do Livro do Rio de Janeiro, em 2001, na categoria "revelação de autor de literatura infantil".[14]
- Florestas do Rio Negro foi indicado ao Prêmio Jabuti em 2002.[14]
- Em 2012 lançou o livro Carcereiros, que conta seus relatos trabalhando como médico voluntário no Carandiru.[15]
- Em 2015 lançou Correr - o exercício, a cidade e o desafio da maratona, também pela Companhia das Letras, traz informações médicas e sua experiência em maratonas, tendo decidido começar a treinar para a Maratona de Nova York. Drauzio pratica a modalidade há mais de 20 anos, e mesmo que não considere um prazer, afirma que é a atividade é uma necessidade para manter a saúde.[16]
- Em 2017 lançou o livro Prisioneiras, publicado pela Companhia das Letras, que conta seus relatos e conclusões trabalhando como médico voluntário na Penitenciária Feminina da Capital, em São Paulo.[17][18]

## Vida pessoal
Drauzio está em um relacionamento com a atriz Regina Braga desde 1981, mas oficializou o casamento civil em 5 de agosto de 2000.
É neto paterno de um imigrante galego e materno de imigrantes portugueses.

## Prêmios e indicações
| Ano  | Prêmio                       | Categoria      | Indicação                        | Resultado | Ref.   |
| ---- | ---------------------------- | -------------- | -------------------------------- | --------- | ------ |
| 2020 | MTV Millennial Awards Brasil | Falou Tudo     | Ele mesmo                        | Indicado  | [ 22 ] |
| 2020 | MTV Millennial Awards Brasil | Imagina Juntos | Drauzio Varella e Atila Iamarino | Indicado  | [ 22 ] |

## Publicações selecionadas
| Ano  | Título                                             | Editora                 | Observações                                                                           | Ref                  |
| ---- | -------------------------------------------------- | ----------------------- | ------------------------------------------------------------------------------------- | -------------------- |
| 1989 | AIDS hoje                                          | Cered                   | 3 volumes, em colaboração com os médicos Antonio Fernando Varella e Narciso Escaleira | [ 14 ]               |
| 1999 | Estação Carandiru                                  | Companhia das Letras    | Primeiro livro da trilogia sobre o sistema carcerário brasileiro                      | [ 14 ] [ 13 ] [ 23 ] |
| 2000 | Macacos                                            | Publifolha              | Coleção "Folha Explica"                                                               | [ 14 ] [ 24 ]        |
| 2000 | Nas ruas do Brás                                   | Companhia das Letras    | Literatura infantil                                                                   | [ 14 ] [ 23 ]        |
| 2001 | Florestas do Rio Negro                             | Companhia das Letras    | Sob a editoria científica de Alexandre Adalardo de Oliveira e Douglas C. Daly         | [ 14 ]               |
| 2002 | De braços para o alto                              | Companhia das Letras    | Literatura infantil                                                                   | [ 14 ]               |
| 2002 | Maré - vida na favela                              | Casa das Palavras       | Coautoria de Paola Berenstein e Ivaldo Bertazzo                                       | [ 14 ] [ 14 ]        |
| 2004 | Por um Fio                                         | Companhia das Letras    |                                                                                       | [ 14 ] [ 25 ]        |
| 2006 | Borboletas da alma: Escritos sobre ciência e saúde | Companhia das Letras    |                                                                                       | [ 26 ]               |
| 2007 | O Médico Doente                                    | Companhia das Letras    |                                                                                       | [ 27 ]               |
| 2008 | Cabeça do Cachorro                                 | TerraBrasil             | Em parceria com o fotógrafo Araquém Alcântara                                         | [ 28 ]               |
| 2012 | Carcereiros                                        | Companhia das Letras    | Segundo livro da trilogia sobre o sistema carcerário brasileiro                       | [ 15 ]               |
| 2015 | Correr                                             | Companhia das Letras    |                                                                                       | [ 16 ]               |
| 2017 | Prisioneiras                                       | Companhia das Letras    | Terceiro livro da trilogia sobre o sistema carcerário brasileiro                      | [ 17 ]               |
| 2017 | Nas Águas do rio Negro                             | Companhia das Letrinhas | Ilustração de Odilon Moraes                                                           | [ 23 ]               |
| 2022 | O Exercício da Incerteza: Memórias                 | Companhia das Letras    |                                                                                       | [ 23 ]               |
| 2025 | O Sentido das Águas: Histórias do rio Negro        | Companhia das Letras    |                                                                                       | [ 27 ]               |